# Presidencias y provincias de la India británica

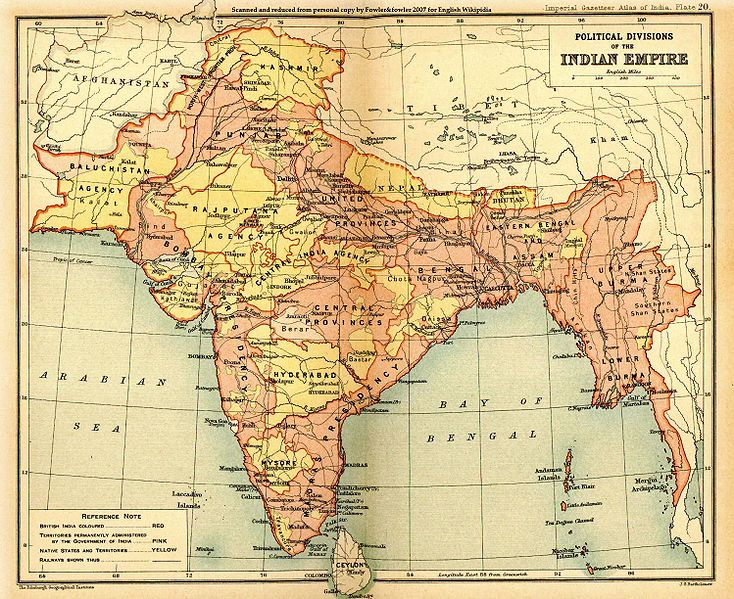
En rosa, las provincias de la India británica en 1909.

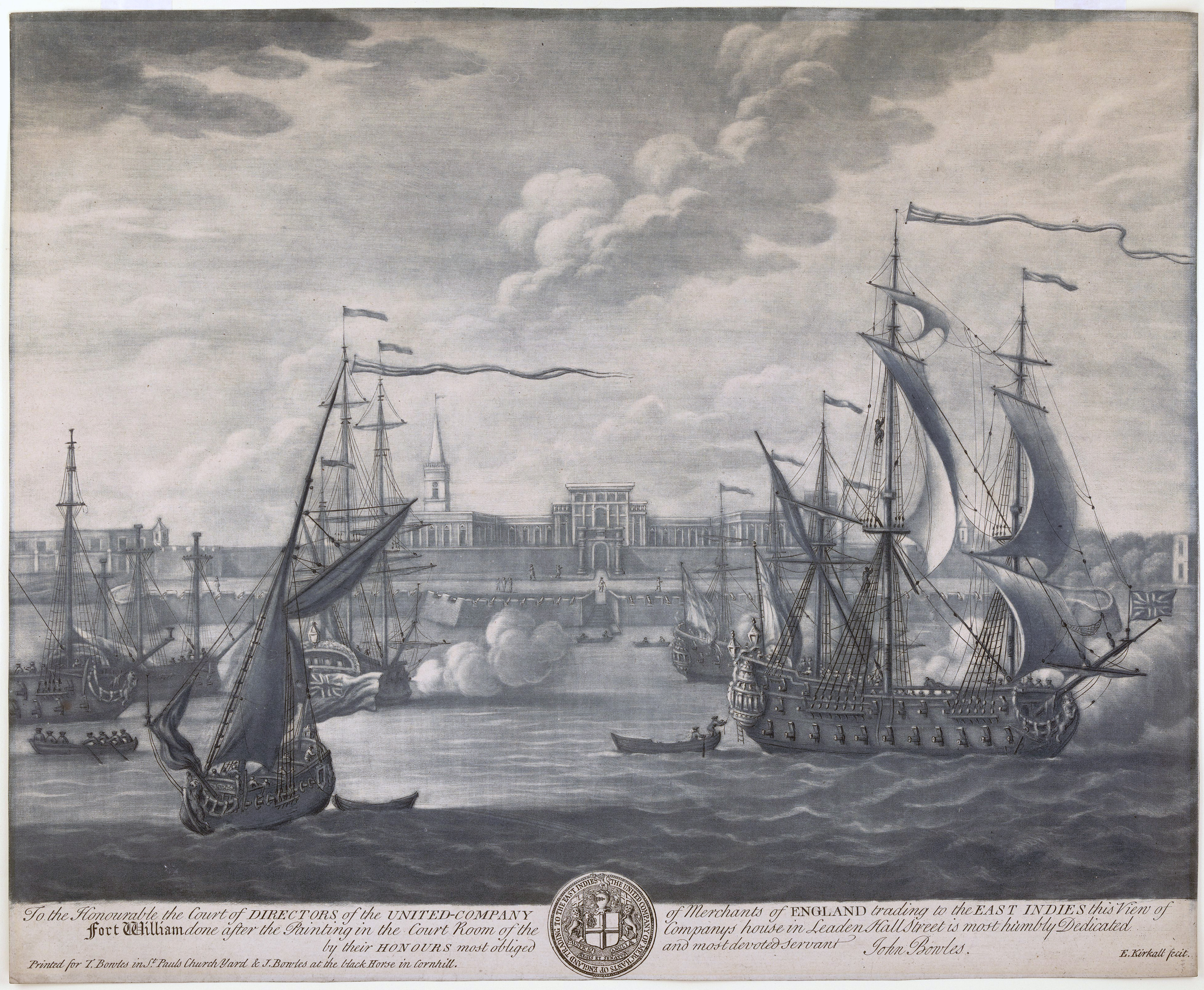
Grabado a media tinta de 1735 de Fort William en Calcuta, capital de la presidencia de Bengala en la India británica.

Las provincias de la India, anteriormente presidencias de la India británica y, todavía antes, ciudades presidenciales, fueron las divisiones administrativas del gobierno británico en la India. En conjunto, se les ha llamado India británica. De una forma u otra, existieron entre 1612 y 1947, divididas convencionalmente en tres períodos históricos:
- Entre 1612 y 1757, la Compañía Británica de las Indias Orientales estableció 'factorías' (puestos comerciales) en varios lugares, principalmente en la costa de la India, con el consentimiento de los emperadores mogoles, el imperio Maratha o los gobernantes locales. Sus rivales eran las empresas comerciales de Portugal, Dinamarca, Países Bajos y Francia. A mediados del siglo XVIII, tres ciudades presidenciales comenzaron a destacar: Madrás, Bombay y Calcuta.

- Durante el período de gobierno o dominio de la Compañía Británica en India, 1757-1858, la Compañía adquirió gradualmente la soberanía sobre grandes partes de la India, ahora llamadas 'Presidencias' (Presidencies). Sin embargo, también estuvo más supervisada por el gobierno británico, compartiendo de hecho la soberanía con la Corona. Al mismo tiempo, fue perdiendo gradualmente muchos de sus privilegios mercantiles anteriormente adquiridos, transfiriéndolos a la Corona.[1]

- Tras la rebelión de la India de 1857, los restantes poderes de la Compañía fueron transferidos a la Corona. Bajo el Raj británico (1858-1947), los límites administrativos se ampliaron para incluir otras regiones administradas por los británicos, como la Alta Birmania. Sin embargo, cada vez más difíciles de administrar, por tamaño y número, las presidencias fueron divididas en 'provincias'.[2]

En este sentido, la 'India británica' no incluía los estados principescos gobernados directamente por príncipes indios, aunque bajo la estrecha vigilancia de las autoridades británicas. En la Ley de Independencia de India de 1947 (Indian Independence Act 1947) había más de 500 (la mayoría extremadamente pequeños, pero también, algunos muy grandes), lo que representaba el 40% del área y el 23% de la población de todo el Raj británico.

## India británica (1793-1947)

Imperio de la India (India británica y estados principescos) en el mundo.

En 1608, las autoridades mogolas permitieron que la Compañía Inglesa de las Indias Orientales estableciera un pequeño asentamiento comercial en Surat (ahora en el estado de Guyarat), con lo que se convirtió en la primera ciudad sede de la compañía. Fue seguida en 1611 por una factoría permanente en Machilipatnam en la costa de Coromandel, y en 1612 la compañía se unió comercialmente a otras compañías comerciales europeas ya establecidas en Bengala. Sin embargo, el poder del Imperio mogol declinó a partir de 1707, primero a manos de los marathas y más tarde debido a la invasión desde Persia (1739) y Afganistán (1761). Después de las victorias de la Compañía de las Indias Orientales en la batalla de Plassey (1757) y la batalla de Buxar (1764), ambas dentro de la presidencia de Bengala, establecida en 1765, y la abolición del gobierno local (Nizamat) en Bengala en 1793, la Compañía comenzó gradualmente a expandir formalmente sus territorios por toda India. A mediados del siglo XIX, y después de las tres guerras anglo-maratha, la Compañía de las Indias Orientales se había convertido en la potencia política y militar suprema del sur de Asia, y su territorio se mantenía en fideicomiso de la Corona británica.
La compañía gobernó en Bengala desde 1793, pero terminó oficialmente sus actividades con la Ley de Gobierno de la India de 1858, después de los levantamientos de la rebelión de Bengala de 1857. En lo sucesivo, conocida como "India británica", a partir de entonces fue gobernada directamente como una posesión colonial del Reino Unido, e India fue oficialmente conocida después de 1876 como Imperio indio.
India fue dividida en India británica, regiones que fueron administradas directamente por los británicos, con leyes establecidas y aprobadas en el Parlamento británico, y los estados principescos, gobernados por gobernadores locales de diferentes orígenes étnicos. A estos gobernadores se les permitió cierta autonomía interna a cambio del reconocimiento de la suzeranía británica. La India británica constituía una parte significativa de India tanto en superficie como en población. En 1910, por ejemplo, cubría aproximadamente el 54% del área e incluía a más del 77% de la población. Además, existían enclaves portugueses y franceses en India. La independencia del dominio británico se logró en 1947 con la formación de dos naciones, los dominios de India y Pakistán, incluyendo este último Bengala Oriental, actual Bangladés.
El término "India británica" también se aplicó a Birmania aunque por un período de tiempo más corto, A partir de 1824, una pequeña parte de Birmania, y en 1886, casi dos tercios de Birmania habían pasado a formar parte de la India británica. Esta estructura duró hasta 1937, cuando Birmania se reorganizó como una colonia británica separada. La India británica no incluyó a otros países de la región, como Sri Lanka (entonces Ceilán), que fue una colonia de la Corona británica, o las Islas Maldivas, que eran un protectorado británico. En su mayor extensión, a principios del siglo XX, el territorio de la India británica se extendía hasta las fronteras de Persia por el oeste, Afganistán por el noroeste, Nepal por el norte, Tíbet por el noreste y China, Indochina francesa y Siam por el este. También incluía la provincia de Adén en la península arábiga.

## Administración bajo la Compañía (1793-1858)
La Compañía Británica de las Indias Orientales, que se incorporó el 31 de diciembre de 1600, estableció relaciones comerciales con los gobernantes indios en Masulipatam en la costa este en 1611 y Surat en la costa oeste en 1612. La Compañía alquiló un pequeño puesto comercial en Madrás en 1639. Bombay, que fue cedida a la Corona británica por Portugal como parte de la dote nupcial de Catalina de Braganza en 1661, fue a su vez concedida a la Compañía de las Indias Orientales para que la mantuviera en fideicomiso de la Corona.
Mientras tanto, en el este de la India, después de obtener el permiso del emperador mogol Sah Jahan para comerciar con Bengala, la compañía estableció su primera factoría en Hugli en 1640. Casi medio siglo después, cuando el emperador mogol Aurengzeb obligó a la Compañía a salir de Hughli por su evasión fiscal, Job Charnock compró tres pequeñas poblaciones, más tarde rebautizadas como Calcuta, en 1686, convirtiéndola en la nueva sede de la compañía. A mediados del siglo XVIII, los tres asentamientos comerciales principales, incluidos las factorías y los fuertes, fueron llamados Presidencia de Madrás (o Presidencia de Fort St. George), Presidencia de Bombay y Presidencia de Bengala (o Presidencia de Fort William), cada una administrada por un gobernador.

### Presidencias

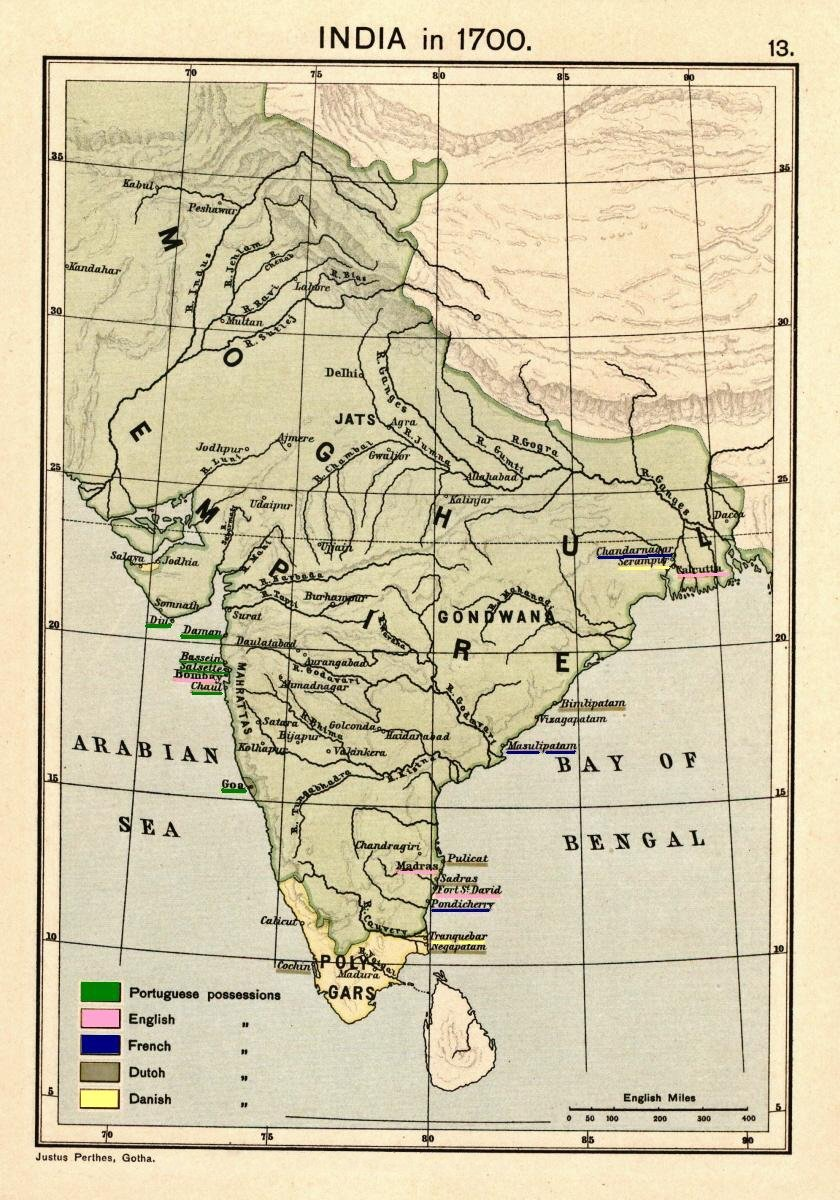
Península de la India en 1700, mostrando el Imperio mogol y los asentamientos comerciales europeos.
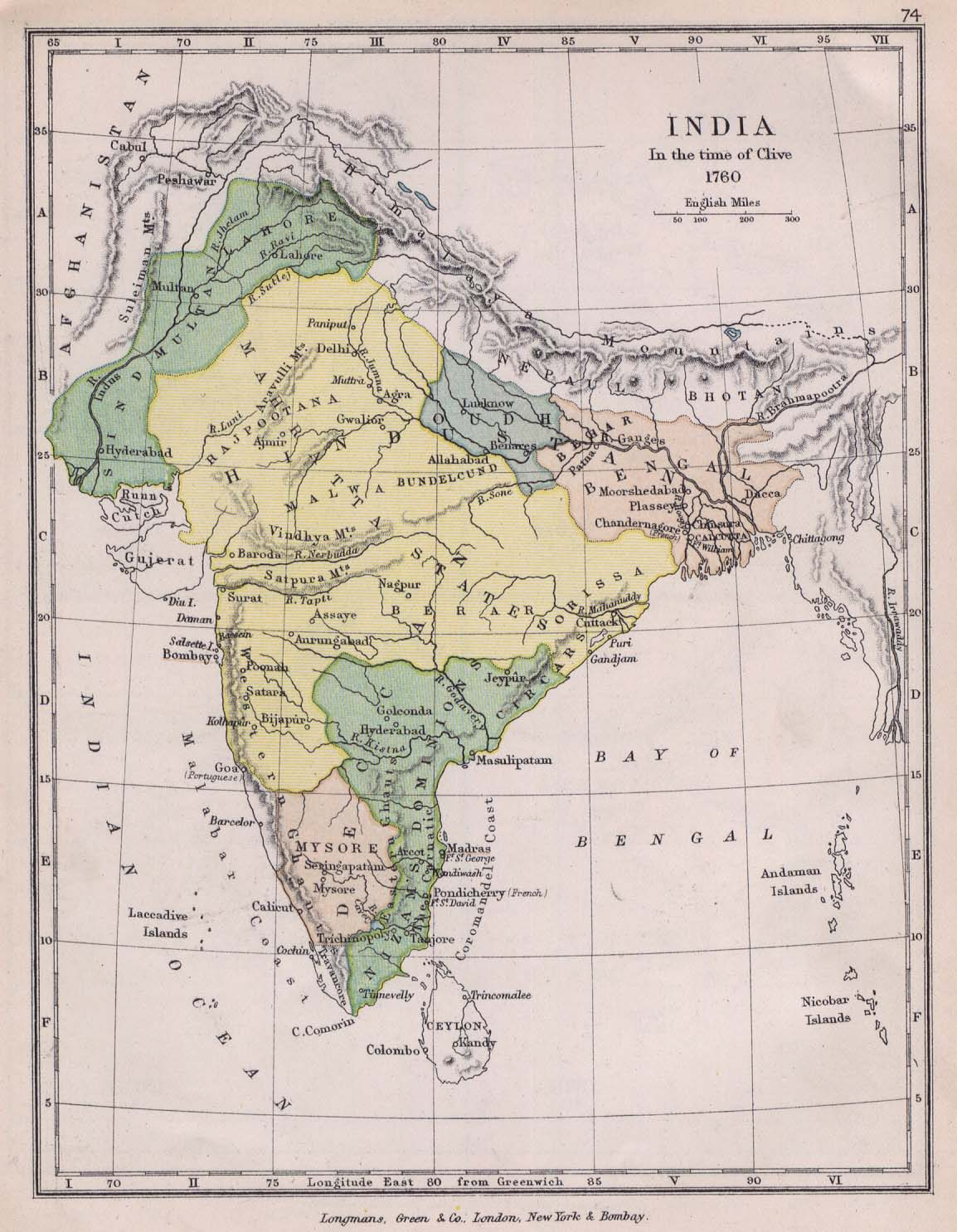
Península de la India en 1760, tres años después de la batalla de Plassey, mostrando el Imperio maratha y otros estados políticos prominentes.
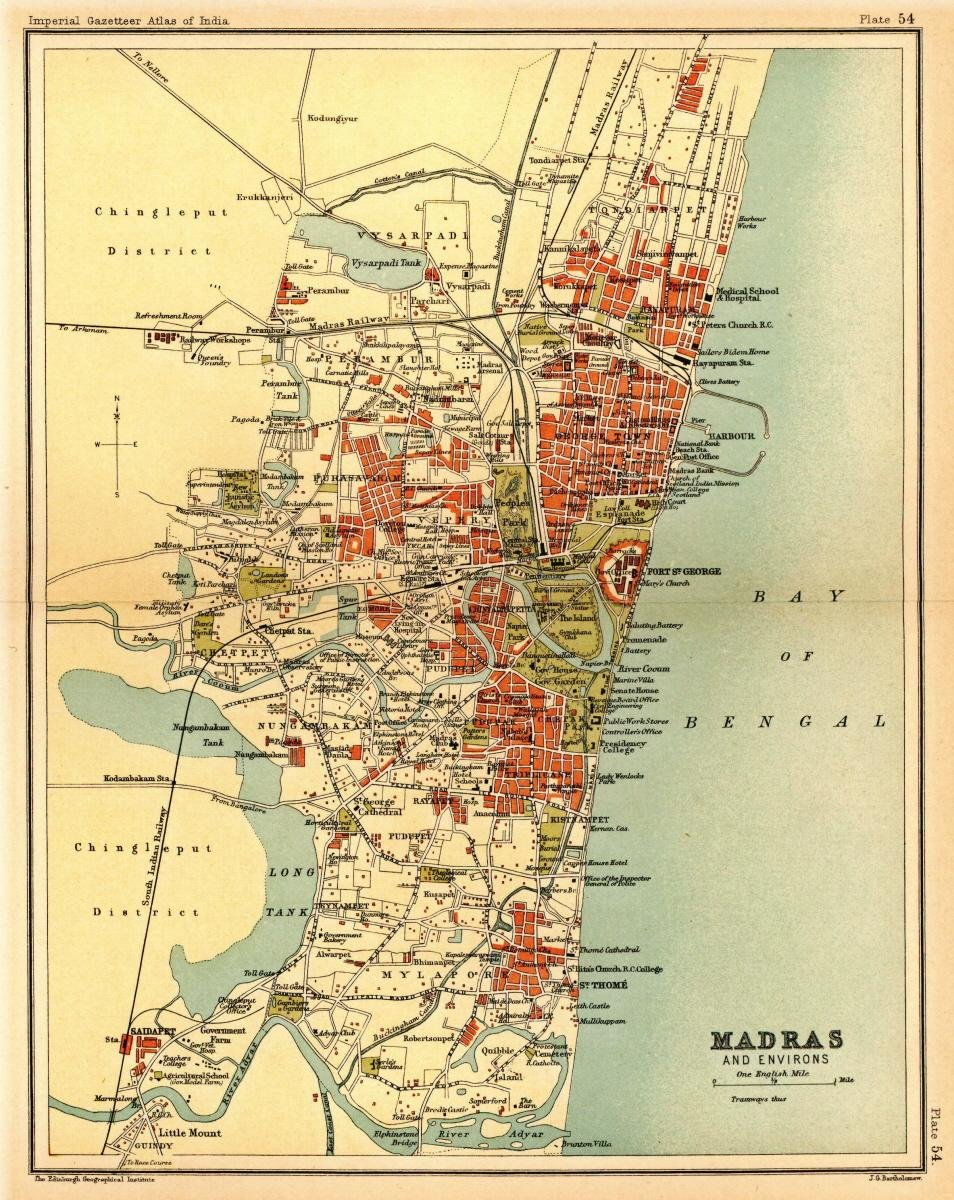
Ciudad presidencial de Madrás en un mapa de 1908. Madrás se estableció como Fort St. George en 1640.
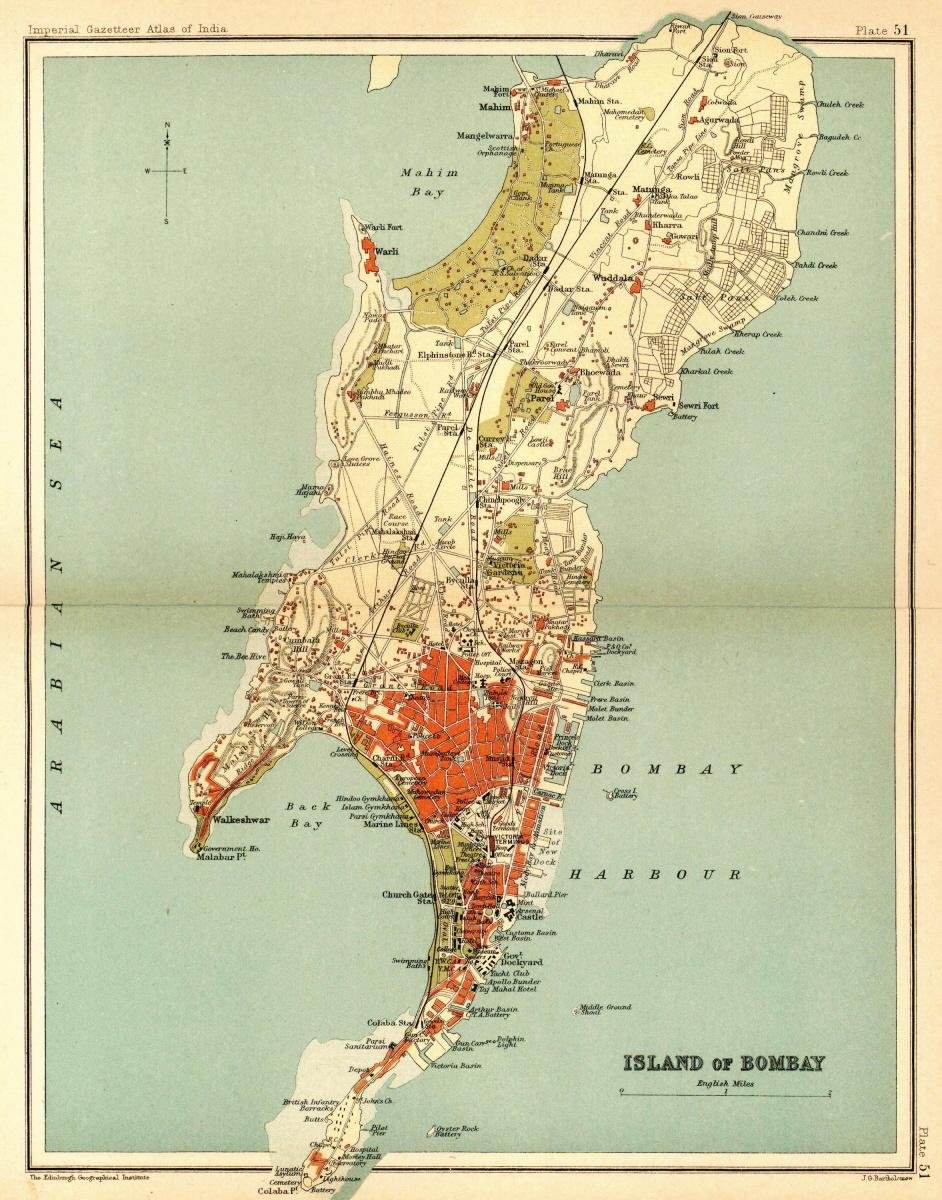
Ciudad presidencial de Bombay en un mapa de 1908, establecida en 1684.

Las presidencias fueron establecidas en las siguientes fechas:
- Presidencia de Madrás: 1640.
- Presidencia de Bombay: La sede de la Compañía de las Indias Orientales se trasladó de Surat a Bombay (Mumbai) en 1687.
- Presidencia de Bengala: 1690.

Después de la victoria de Robert Clive en la batalla de Plassey en 1757, la Compañía de las Indias Orientales mantuvo el gobierno títere de un nuevo nabab de Bengala. Sin embargo, después de la invasión de Bengala por el nabab de Oudh en 1764 y su posterior derrota en la batalla de Buxar, la Compañía obtuvo el Diwani de Bengala, que incluía el derecho a administrar y recaudar ingresos territoriales (impuesto territorial) en Bengala, la región de la actual Bangladés, Bengala Occidental, Jharkhand y Bihar a partir de 1772, según el tratado firmado en 1765. En 1773, la Compañía obtuvo el Nizāmat de Bengala (el 'ejercicio de la jurisdicción penal') y, por tanto, la plena soberanía de la ampliada Presidencia de Bengala. Durante el período de 1773 a 1785, apenas hubo cambios, con las únicas excepciones de la adición de los dominios del rajá de Banarés al límite occidental de la presidencia de Bengala, y la adición de la isla Salsete a la presidencia de Bombay.
Partes del reino de Mysore fueron anexionadas a la presidencia de Madrás después de que terminase la Tercera Guerra anglo-mysore en 1792. Luego, en 1799, después de la derrota del sultán Ali Tipu en la Cuarta Guerra anglo-mysore, la mayoría de su territorio fue anexionado a la presidencia de Madrás. En 1801, Carnatic, que había estado bajo la suzeranía de la compañía, comenzó a ser administrada directamente por ella, como parte de la presidencia de Madrás.

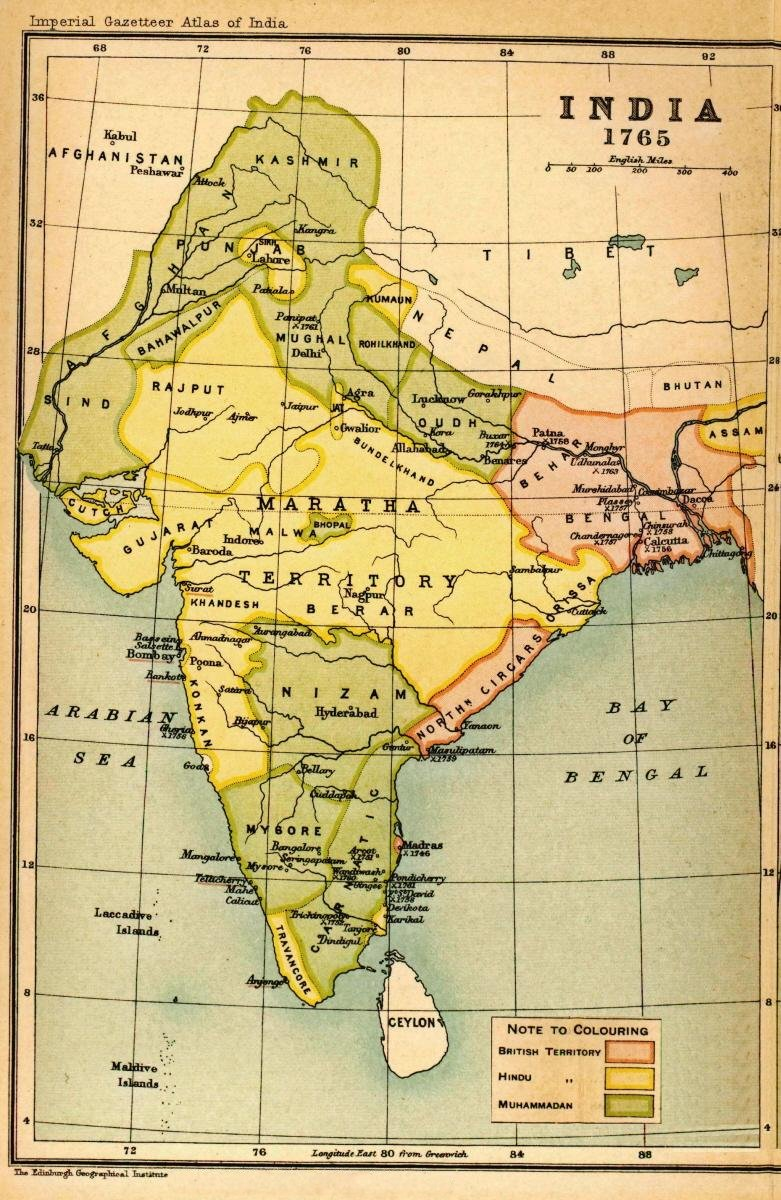
Mapa de India en 1765.
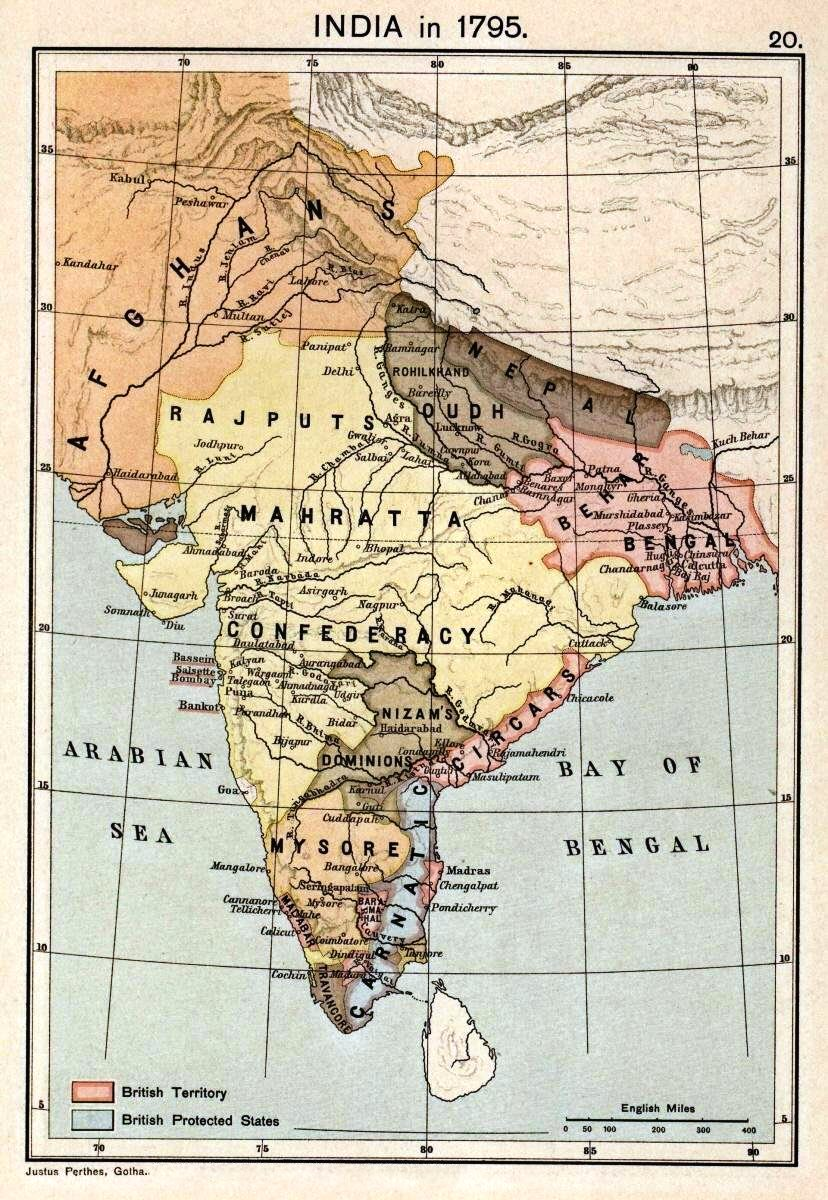
Mapa de India en 1795.
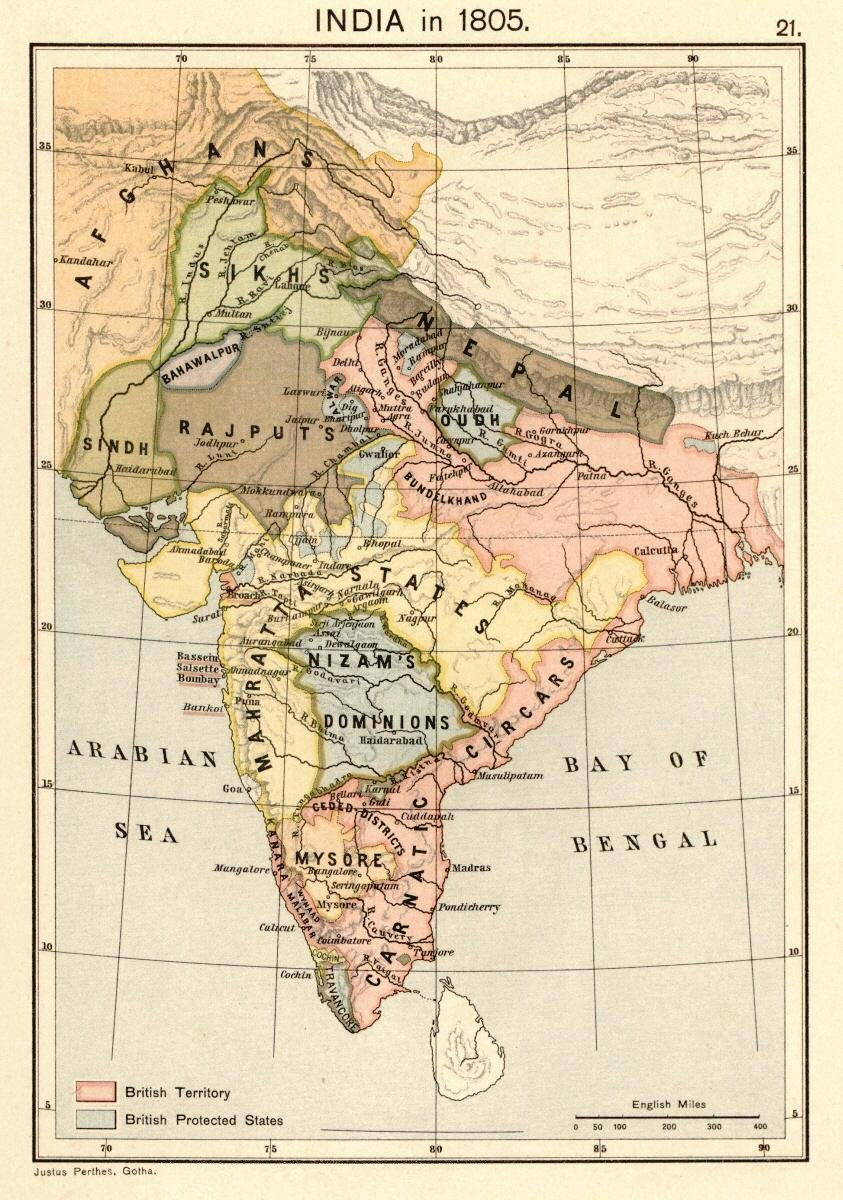
Mapa de India en 1805.
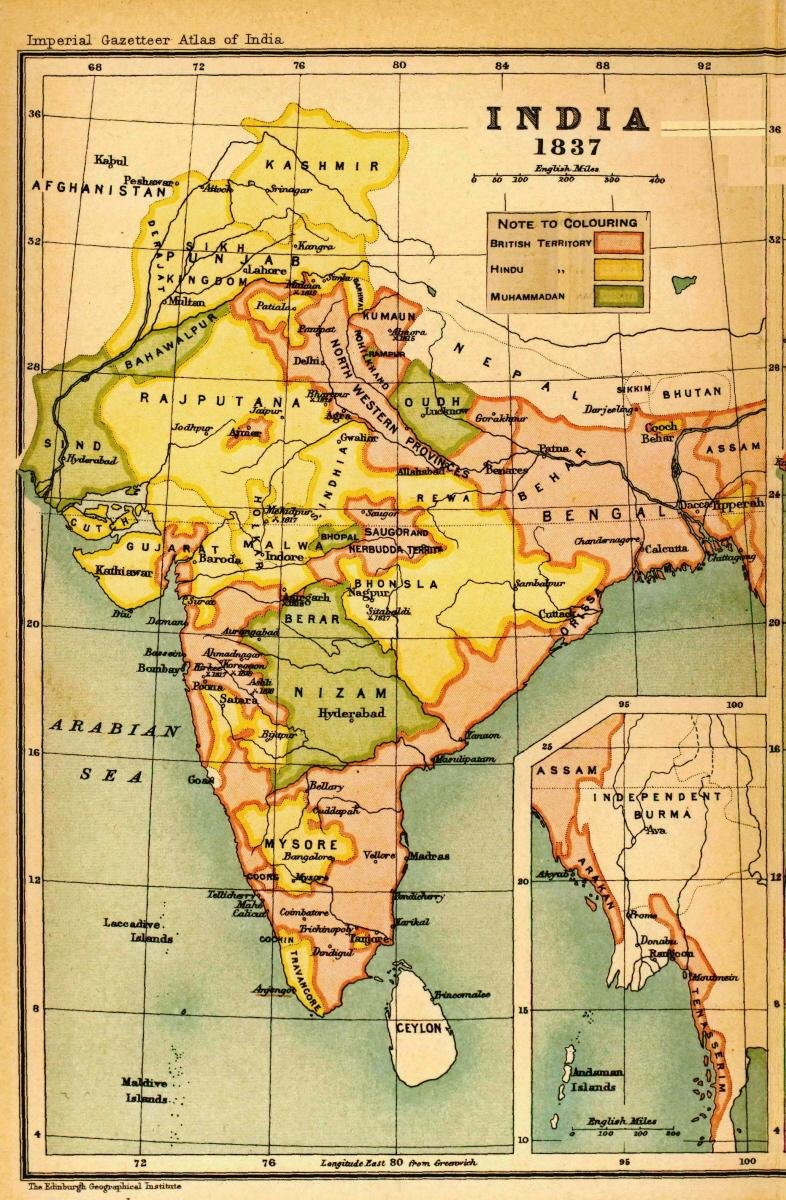
Mapa de India en 1837.
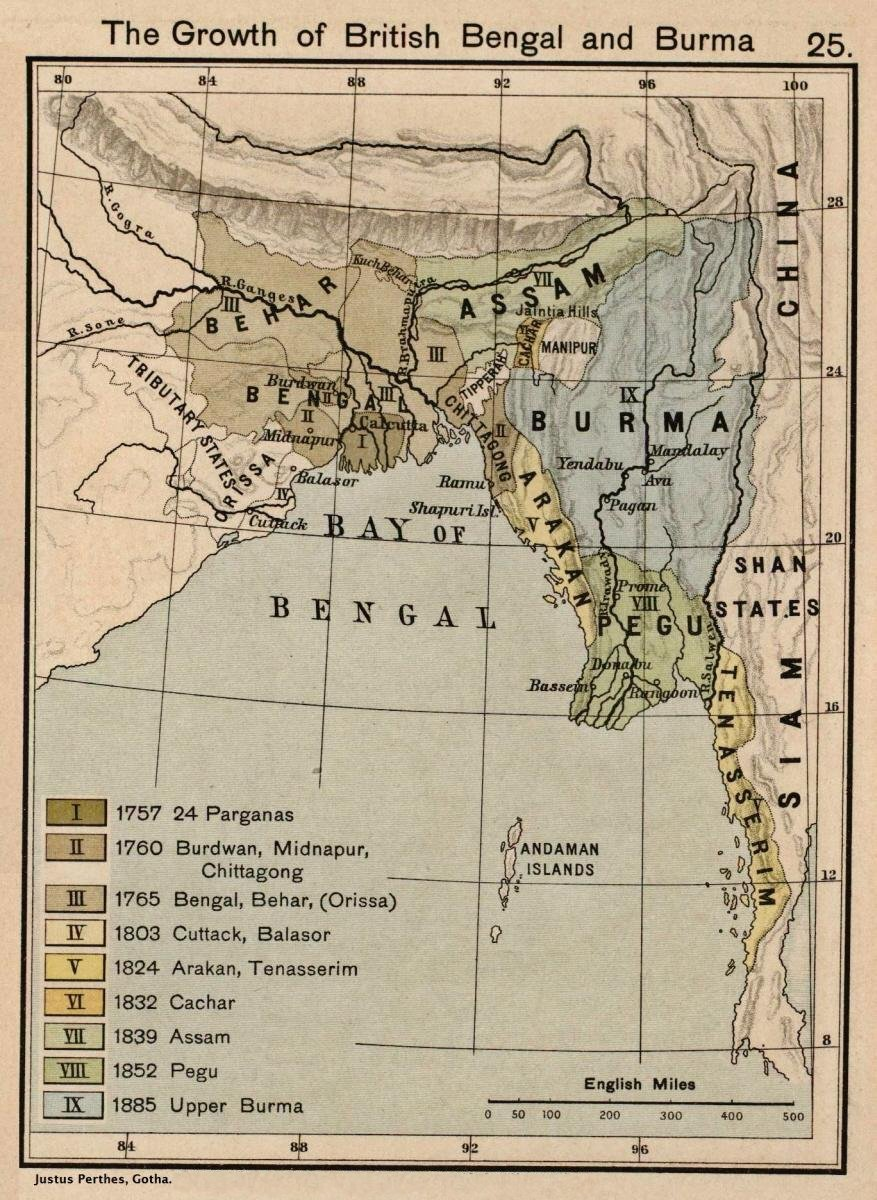
Expansión de la Bengala británica y Birmania.

### Nuevas provincias
En 1851, las vastas y crecientes posesiones de la Compañía de las Indias Orientales en todo el subcontinente todavía estaban agrupadas en solo cuatro territorios principales:
- Presidencia de Bengala con capital en Calcuta
- Presidencia de Bombay con capital en Bombay
- Presidencia de Madrás con su capital en Madrás
- Provincias Noroccidentales con la sede del vicegobernador en Agra. La sede del gobierno primero estaba en Allahabad, luego en Agra de 1834 a 1868. En 1833, una ley del Parlamento británico (estatuto 3 y 4, William IV, cap. 85) promulgó la elevación de las provincias Cedidas y Conquistadas a la nueva presidencia de Agra y el nombramiento de un nuevo gobernador para esta última, pero el plan nunca se llevó a cabo. En 1835, otra ley del Parlamento (estatutos 5 y 6, William IV, cap.52) rebautizó la región como Provincias Noroccidentales, esta vez para ser administradas por un vicegobernador, el primero de los cuales, sir Charles Metcalfe, sería nombrado en 1836.[17]

En el momento de la rebelión de la India de 1857 y el fin del gobierno de la Compañía, los acontecimientoss podrían resumirse de la forma siguiente:
- Presidencia de Bombay: Ampliada después de las guerras anglo-maratha.
- Presidencia de Madrás: Ampliada a mediados y finales del siglo XVIII por las guerras carnáticas y las guerras anglo-mysore.
- Presidencia de Bengala: Ampliada después de las batallas de Plassey (1757) y Buxar (1764), y después de la Segunda y Tercera Guerraa anglo-maratha.
- Penang: Se convirtió en residencia dentro de la presidencia de Bengala en 1786, la cuarta presidencia de la India en 1805, parte de la presidencia de las colonias del Estrecho hasta 1830, nuevamente parte de una residencia dentro de la presidencia de Bengala cuando las colonias del Estrecho lo fueron, y finalmente se separó de la India británica en 1867.
- Provincias Cedidas y Conquistadas: Establecidas en 1802 dentro de la presidencia de Bengala. Se propuso que se le cambiara el nombre a la presidencia de Agra bajo un gobernador en 1835, pero la propuesta llegó a implementarse.
- Ajmer-Merwara-Kekri: Cedida por Sindhia de Gwalior en 1818 al concluir la tercera guerra anglo-maratha.
- Coorg: Anexada en 1834.
- Provincias Noroccidentales: Establecido como un vicegobernador en 1836 a partir de las antiguas provincias Cedidas y Conquistadas.
- Sind: Anexada a la presidencia de Bombay en 1843.
- Punjab: Establecida en 1849 a partir de territorios capturados en la Primera y Segunda guerras anglo-sij.
- Provincia de Nagpur: Creada en 1853 a partir del estado principesco de Nagpur, tomada por la doctrina del lapso. Se fusionó en las provincias Centrales en 1861.
- Oudh: Anexada en 1856 y gobernada desde entonces hasta 1905 como comisionado principal, parte de las provincias Noroccidentales y Oudh.

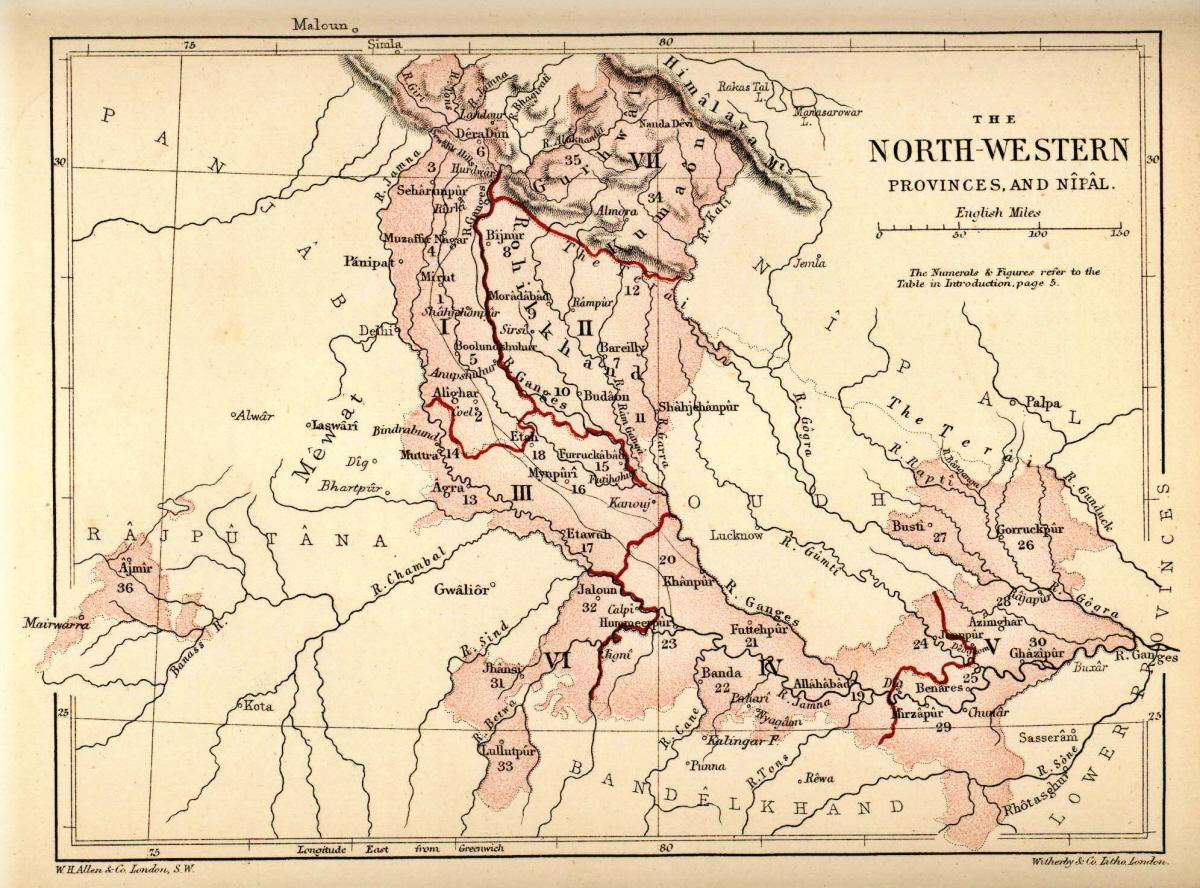
Provincias Noroccidentales, constituidas en 1836 a partir de las provincias Cedidas y Conquistadas.